# Nita Klein
Nita Klein est une actrice française née le 17 juillet 1938. 

## Biographie
Révélée au cinéma par Muriel ou le Temps d'un retour (1963), elle a surtout mené une carrière théâtrale. Mais on l'a revue  dans Rimbaud Verlaine ou dans le Docteur Petiot.

### Vie privée
Nita Klein est la fille de Jean Klein (1912-1998).

## Filmographie

### Cinéma
- 1963 : Muriel ou le Temps d'un retour d'Alain Resnais
- 1971 : HPW ou anatomie d'un faussaire d'Alain Boudet
- 1975 : Aloïse
- 1990 : Docteur Petiot
- 1991 : La Vie des morts d'Arnaud Desplechin
- 1992 : Betty de Claude Chabrol
- 1995 : Rimbaud Verlaine (Total Eclipse) : Vitalie Rimbaud, la mère d'Arthur

### Télévision
- 1967 : Antigone (de Jean Cocteau, d'après Sophocle), téléfilm de Jean-Claude de Nesle : Antigone
- 1969 : Agence Intérim (épisode "Séducteur"), série télévisée de Marcel Moussy et Pierre Neurisse : Béatrice
- 1970 : Pierre de Ronsard, gentilhomme vendômois, téléfilm de Georges Lacombe : Hélène de Surgères
- 1971 : Le Tribunal de l'impossible : Le Voleur de cerveau d'Alain Boudet : Paloma Fromeck
- 1974 : Une affaire à suivre d'Alain Boudet
- 1978 : Les Brigades du Tigre, épisode Bandes et contrebandes de Victor Vicas
- 1978 : Messieurs les Jurés : L'Affaire Heurteloup de Boramy Tioulong
- 1982 : La Tendresse de Bernard Queysanne
- 2007 : Plus belle la vie

## Doublage

### Films
- 1971 : Femmes de médecins : Helen Straughn (Diana Sands)
- 1980 : Réaction en chaîne : Carmel Stilson (Arna-Maria Winchester)
- 1983 : Superman 3 : Vera Webster (Annie Ross)
- 1984 : Le Retour de l'inspecteur Harry : Ray Parkins (Audrie J. Neenan)
- 2003 : Dogville : Gloria (Harriet Andersson)
- 2004 : Mon boss, sa fille et moi : Gertrude (Charlotte Zucker)
- 2004 : Les Dames de Cornouailles : Janet (Maggie Smith)
- 2005 : Aviator : Katharine Martha Houghton Hepburn (Frances Conroy)
- 2005 : Mémoires d'une geisha : la tante (Tsai Chin)
- 2005 : Neverland : Emma du Maurier (Julie Christie)
- 2007 : August Rush : la Doyenne Alice MacNeil (Marian Seldes)
- 2010 : Robin des Bois : la reine, Aliénor d'Aquitaine (Eileen Atkins)
- 2013 : Tel père, tel fils : Nobuko Nonomiya (Jun Fubuki)
- 2014 : Daddy Cool : Gaga Stuart (Muriel Gould)
- 2015 : Mia madre : Ada (Giulia Lazzarini)
- 2016 : Jackie : Lady Bird Johnson (Beth Grant)
- 2022 : Armageddon Time : Mickey Rabinowitz (Tovah Feldshuh)

### Téléfilm
- 1978 : Du feu dans le ciel : Sharon Allan (Elizabeth Ashley)

### Série télévisée
- 2008 : Robin des Bois : Aliénor d'Aquitaine (Lynda Bellingham) (saison 2, épisode 11)

## Théâtre
- 1960 : Les Coréens de Michel Vinaver, mise en scène Gabriel Monnet, Aix-en-Provence
- 1960 : Oncle Vania d'Anton Tchekhov, mise en scène Gabriel Monnet, Comédie de Saint-Étienne
- 1961 : La Vie de Timon d'Athènes de William Shakespeare, mise en scène Gabriel Monnet, Comédie de Bourges, Théâtre Sarah-Bernhardt, Théâtre Montansier
- 1962 : La Charrue et les étoiles de Sean O'Casey, mise en scène Jean Dasté, Comédie de Saint-Étienne, Théâtre Montparnasse
- 1963 : Judith de Friedrich Hebbel, mise en scène Pierre Debauche, Théâtre Daniel Sorano Vincennes : Judith[1]
- 1964 : Judith de Friedrich Hebbel, mise en scène Pierre Debauche, Studio des Champs-Élysées
- 1964 : Britannicus de Racine, mise en scène Marcelle Tassencourt, Théâtre Montparnasse
- 1965  Procès à jésus de Diego Fabbri Théatre Montansier à VersaillesMise en scène:Marcelle tassencourt
- 1965 : Liola de Luigi Pirandello, mise en scène Bernard Jenny, Théâtre du Vieux-Colombier
- 1967 : L'Idiot d'après Dostoïevski, adaptation et mise en scène André Barsacq, Théâtre des Célestins, tournées Herbert-Karsenty
- 1969 : La Nuit des assassins de José Triana, mise en scène Alain Ollivier, Maison de la Culture de Grenoble
- 1969 : Ce fou de Platonov d'Anton Tchekhov, mise en scène Bernard Jenny, Théâtre du Vieux-Colombier
- 1969 : Un poète en Amérique de Sidney Michael, mise en scène Daniel Ivernel, Théâtre Montansier
- 1970 : La Guerre de Troie n'aura pas lieu de Jean Giraudoux, mise en scène Yves Kerboul, Théâtre du Midi Festival de la Cité Carcassonne
- 1971 : Le Septième Commandement : Tu voleras un peu moins... de Dario Fo, mise en scène Jacques Mauclair, Festival de la Cité Carcassonne, festivals d'été
- 1971 : Les Trois Mousquetaires d'Alexandre Dumas, mise en scène Michel Berto, Festival de la Cité Carcassonne
- 1971 : Torquemada de Victor Hugo, mise en scène Denis Llorca, Théâtre du Midi : Festival de la Cité Carcassonne, Festival de Marsillargues, Festival de Collioure, Festival de la mer Sète
- 1972 : L'Annonce faite à Marie de Paul Claudel, mise en scène Hubert Gignoux, Festival de la Cité Carcassonne
- 1974 : Les Justes d'Albert Camus, mise en scène Marcelle Tassencourt, Théâtre Montansier, Dora Doulebov
- 1975 : L'Homme aux valises d'Eugène Ionesco, mise en scène Jacques Mauclair, Théâtre de l'Atelier
- 1978 : Zadig ou la destinée de Voltaire, mise en scène Jean-Louis Barrault, Théâtre d'Orsay
- 1979 : Neige de Romain Weingarten, mise en scène de l'auteur, Théâtre de Poche Montparnasse
- 1983 : Le roi se meurt d'Eugène Ionesco, mise en scène Jacques Mauclair, Théâtre du Marais
- 1983 : Andromaque de Racine, mise en scène Marcelle Tassencourt, Festival de Versailles
- 1991 : Jeanne et les juges de Thierry Maulnier, mise en scène Marcelle Tassencourt, Théâtre Edouard VII
- 1992 : Montaigne ou Dieu que la femme me reste obscure de Robert Pouderou, mise en scène Pierre Tabard, Théâtre de Poche Montparnasse
- 1997 : Madame Béate et son fils d'après Arthur Schnitzler, mise en scène Claude Aufaure,    Théâtre du Lucernaire